# Lewis Grabban
Lewis James Grabban (Croydon, 12 januari 1988) is een Engels voetballer van Jamaicaanse afkomst die doorgaans als aanvaller speelt. Hij verruilde AFC Bournemouth in juli 2018 voor Nottingham Forest.

## Clubcarrière
Grabban is afkomstig uit de jeugd van Crystal Palace. Op 23 augustus 2005 maakte hij zijn profdebuut in de League Cup tegen Walsall. The Eagles stalden hem op tijdelijke basis bij Oldham Athletic en het Schotse Motherwell. In 2008 trok de aanvaller naar Millwall. In 2010 werd hij tweemaal uitgeleend aan Brentford, waar hij nadien zijn handtekening zette onder een vast contract. In het seizoen 2011/12 speelde Grabban één jaar voor Rotherham United. In 2012 tekende hij bij Bournemouth. In zijn eerste seizoen bij The Cherries hielp hij de club aan promotie naar de Football League Championship. In 2014 werd de Engelsman met Jamaicaanse roots voor 3,7 miljoen euro verkocht aan het gedegradeerde Norwich City, waar hij zijn handtekening zette onder een driejarige verbintenis. Op 10 augustus 2014 debuteerde Grabban voor zijn nieuwe club tegen Wolverhampton Wanderers. Zes dagen later maakte hij zijn eerste competitietreffer voor The Canaries, tegen Watford.